# The Triumph of Time and Truth
The Triumph of Time and Truth (El triomf del temps i la veritat) és un oratori de Georg Friedrich Händel que va tenir tres iteracions al llarg dels 50 anys de la carrera de Händel. HWV 46a és un oratori italià del 1707. El 1737 Händel el revisà i l'amplià per crear el HWV 46b. Finalment, HWV 71 és la mateixa obra expandida i revisada una altra vegada, possiblement sense molta implicació per part de Händel, convertint-lo en un oratori en llengua anglesa des del 1757.

## Il trionfo del Tempo e del Disinganno (HWV 46a)
Sota el títol que es tradueix com El triomf del temps i la desil·lusió (HWV 46a), Händel componia el seu primer oratori segons un llibret del cardenal Benedetto Pamphili. El treball, que constava de dues seccions, fou compost la primavera de 1707 i estrenada aquell estiu a Roma.

## Il trionfo del Tempo e della Verità (HWV 46b)
Trenta anys més tard, vivint a Anglaterra i produint temporades tant d'oratoris en llengua anglesa com òperes italianes, Handel revisà i expandí Il trionfo en una obra en tres seccions sota el títol nou que es tradueix com El triomf de temps i la veritat (HWV 46b) el març de 1737 per a una estrena del 23 de març de 1737. Tres actuacions més varen seguir dins del mes i una més en una reposició per la temporada de 1739.

## The Triumph of Time and Truth (HWV 71)
Mentre que Jephtha és considerat l'oratori final de Händel, aquesta versió una altra vegada revisada de Il trionfo (HWV 71) data del març de 1757 amb Isabella Young que canta el paper de Consell (Veritat). El llibret es va refer en anglès (probablement per Thomas Morell) i l'oratori una altra vegada s'amplià. La salut de Händel en aquell moment era molt pobre, i la seva contribució (si n'hi ha) a aquest treball "nou" és incerta. John Christopher Smith Jr probablement fou el responsable.